# Освобождение Резекне

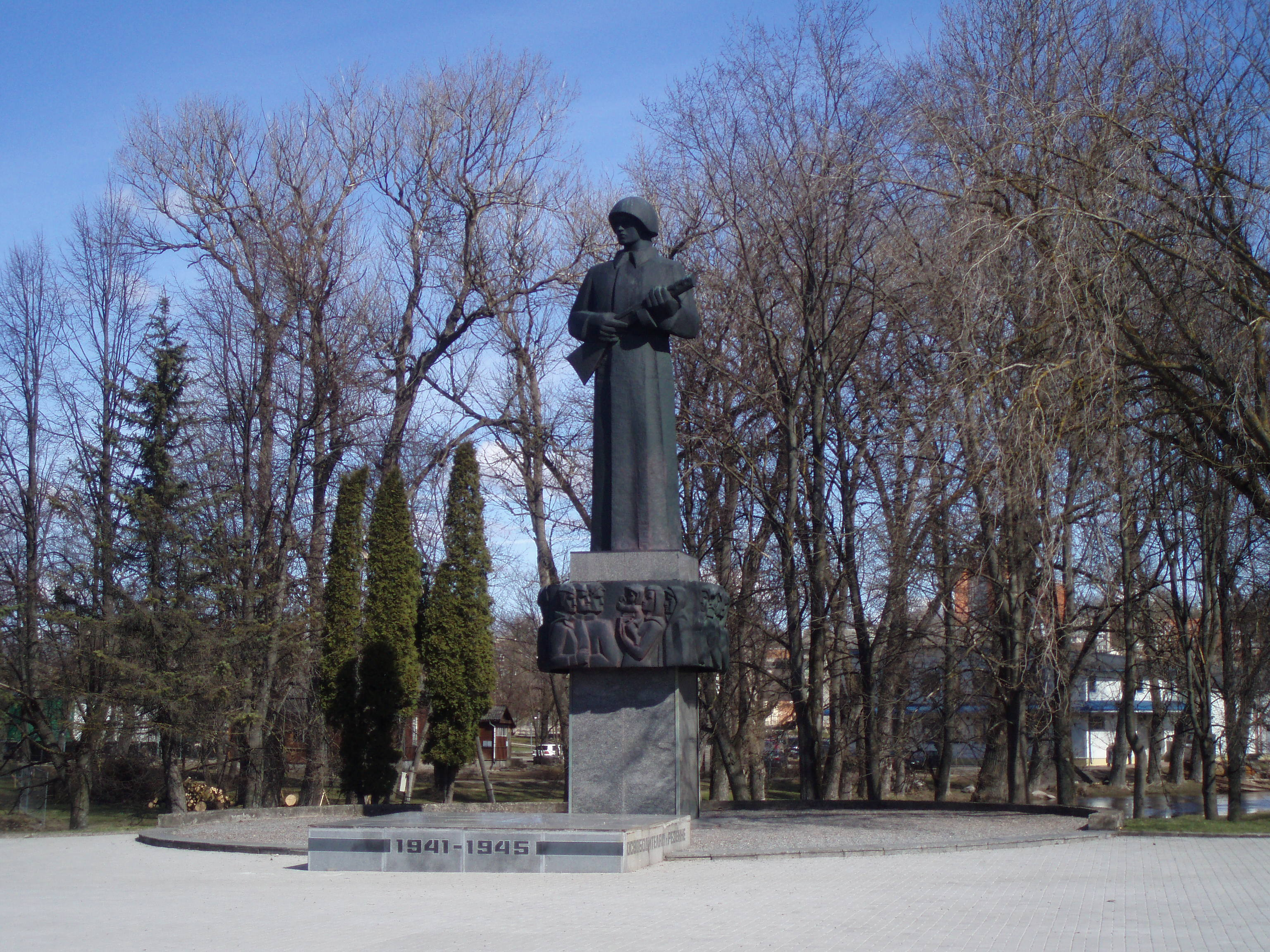
Памятник «Освободителям Резекне» (снесён в 2022 году)

Освобождение Ре́зекне — условное название военных действий по освобождению города Резекне (Режицы) от германской оккупации войсками 2-го Прибалтийского фронта. Город был освобождён 27 июля 1944 года в ходе Режицко-Двинской операции.
В Резекненской наступательной операции участвовали войска 10-й гвардейской и 3-й ударной армий 2-го Прибалтийского фронта. Резекне обороняли 263 и 329 пехотные дивизии вермахта. Севернее Резекне наступала 119-я гвардейская, а южнее — 219-я стрелковые дивизии. Восточнее наступали 7-я гвардейская и 8-я гвардейские стрелковые дивизии.
Задача на овладение Резекне была поставлена перед войсками 2-го Прибалтийского фронта директивой ставки ВГК № 220133 от 04 июля 1944 г. Войска 10 гв. А вышли на подступы к Резекне к 23 июля 1944 г., где противник упорно оборонялся на рубеже оз. Цирма Эзерс и Крижути Эзерс. 26 июля 1944 г. 15 гв. ск и 119-я гв. сд 7-го гв. ск севернее озера Цирма Эзерс нанесли удар и прорвали оборону противника. 119-й гв. сд удалось выйти на коммуникации противника севернее и северо-западнее Резекне, что вынудило немцев покинуть город. Преследуя отходящие войска вермахта части 7 гв. ск овладели Резекне 27 июля 1944 г. и, не останавливаясь, продолжили наступление.
Приказом Верховного Главнокомандующего И. В. Сталина присвоено наименование Режицких: 7 гв. сд, 8 гв. сд, 119 гв. сд, 379 сд, 391 сд, 55 отд. мотоциклетному батальону, 27 артиллерийской дивизии прорыва, 19 гв. пабр, 136 апабр, 758 аиптап, 60 гв. минп, 90 гв. минп, 93 гв. минп, 240 арм. зенап, 25 исбр, 1 нбап, 148 иап, 810 шап.
Войскам, участвовавшим и освобождении Даугавпилса и Резекне, приказом ВГК от 27 июля 1944 г. объявлена благодарность и в Москве дан салют 20 артиллерийскими залпами из 224 орудий.
За заслуги в боях за Резекне звание Героя Советского Союза присвоено гвардии подполковнику И. Д. Курганскому, а также майору С. Ф. Черникову.

## Бомбардировка советской авиацией
Историк, доктор исторических наук, Улдис Нейбургс в своей книге «Grēka un ienaida liesmās!» привёл свои данные Режицко-Двинской операции. По оценке Нейбургса, в результате авиационной операции советских войск при освобождение города Резекне было убито от 70 до 100 мирных жителей, разрушено 80 % города. Всего было совершено 11 авианалётов, из которых самые значительные произошли на Пасху, в ночь с 6 на 7 апреля. Были разрушены Резекненский учительский институт, Народный замок (Tautas pils), армейский универсальный магазин, больница, русская гимназия, ремесленная школа и другие общественные здания. Пострадали римско-католический костёл Скорбящей Богоматери и Торговая площадь. Как отмечают историки, во время этой советской бомбардировки больше всего пострадали мирные жители и жилой фонд города, при том, что немецкие войска понесли минимальный урон.

## Память
На улице Дарзу в Резекне был установлен обелиск советским офицерам, павшим при освобождении города.
В 1976 году в Резекне был установлен памятник «Освободителям Резекне», в народе известный под названием «Алёша». Авторы: скульпторы Отто Калейс и Оярс Силиньш, архитектор Э. Салгус. По словам историка Улдиса Нейбургса, местные жители называли его «памятником убийцам». В ночь на 9 ноября 2022 года памятник был снесён.
Также в Резекне расположены несколько захоронений советских солдат, братское кладбище на улице Упес и захоронение военнопленных красноармейцев и узников лагеря «Шталаг» на улице Миера.